# ターゲット (2010年の映画)
『ターゲット』（原題: Wild Target）は、2009年に製作、2010年に一般公開されたイギリスのアクションコメディ映画。1993年のフランス映画『めぐり逢ったが運のつき』を現代のイギリスを舞台に翻案したリメイクである。2009年11月6日にアメリカン・フィルム・マーケットで初上映された。日本ではビデオスルーとして、2011年12月2日にDVDが発売された。

## ストーリー
腕利きの殺し屋であるビクターは、ギャングの依頼で詐欺師・ローズの殺害を試みるが、相次いで失敗に終わる。その上、次第に標的であるはずのローズを女性として意識し始めた彼は、ある時彼女を助けてしまう。そして彼は偶然にも事件に巻き込まれたトニーと共に、ギャングたちから逆に追われる身となってしまうのだった。

## キャスト
- ビクター・メイナード - ビル・ナイ

先祖代々の殺し屋。生真面目。
- ローズ - エミリー・ブラント

詐欺師で泥棒。奔放。
- トニー - ルパート・グリント

ふとしたことからビクターの助手兼弟子となった青年。
- ルイザ・メイナード - アイリーン・アトキンス

ビクターの母親。殺し屋の家業の存続を懸念。
- ファーガソン - ルパート・エヴェレット

ギャングのボス。
- ヘクター・ディクソン - マーティン・フリーマン

ファーガソンがビクターの代わりに雇った殺し屋。
- ファビアン - ジェフ・ベル（英語版）

ディクソンの間抜けな相棒。
- マイク - グレゴール・フィッシャー（英語版）

ファーガソンの手下。役立たずのデブ。
- ジェリー・ベイリー - ロリー・キニア

贋作師。ナショナル・ギャラリーの絵画修復技術者。

## 評価
レビュー・アグリゲーターのRotten Tomatoesでは55件のレビューで支持率は33%、平均点は4.90/10となった。Metacriticでは13件のレビューを基に加重平均値が41/100となった。